# Municipio de Contla de Juan Cuamatzi
El municipio de Contla de Juan Cuamatzi es uno de los 60 municipios del estado de Tlaxcala, México. Se localiza al centro, aproximadamente a 9 kilómetros de la ciudad de Tlaxcala de Xicohténcatl. El nombre proviene de dos significados: del vocablo náhuatl comitl que significa vasija, y se integra con la terminación tla que en conjunto se interpreta como "lugar de ollas o lugar de vasijas". 
El municipio también es conocido como San Bernardino Contla, en honor al Santo Patrono de esta localidad. 

La feria, o fiestas patronales, se celebran el 20 de mayo en honor al patrón del pueblo San Bernardino de Siena. 
*Contla tuvo como nombre original Contlán. Cuando llegan los españoles, cambia por el de San Diego Chicometepetl. Contla cuenta con dos poblados  más: El de Tlacatecpan y Tepaneca, Que también cuentan con centro cívico religioso. Se afirma que en Contla se rindió culto a Huehueteotl, que quiere decir "Dios viejo del fuego". Después fue sustituido por Camaxtli a la llegada de los españoles. Otras ideas que fueron impuestas son Toci, y Tlalocytezcatlicueitl. Se dice que en honor a ellos se realizaban sacrificios humanos, auto sacrificios, procesiones, y que además tenían educación para sus habitantes que comprendían el Telpochcalli para los Plebeyos y Calmecac para los hijos de los Nobles.
  
Tlaxcala fue la entidad en que se inició el movimiento de la Revolución Mexicana el 26 de mayo de 1910. En el municipio de Contla se gestó el primer movimiento armado de la Revolución Mexicana, que permitió dar "patria y libertad" a todos los mexicanos.
El general Juan Cuamatzi López nació el 24 de junio de 1871 y murió el 26 de febrero de 1911. Como otros caudillos, era enemigo de la reelección, estaba en contra de que un presidente fuera electo dos veces consecutivas; así se unió al partido antirreeleccionista.
En 2022, autoridades del municipio enviaron la iniciativa al congreso del Estado de Tlaxcala para que se le reconozca como "Precursor de la Revolución Mexicana", y que el General Juan Cuamatzi López sea reconocido por dirigir al primer grupo armado de la Revolución en México.

## Geografía
Cuenta con una extensión territorial de 21,270 kilómetros cuadrados. De acuerdo con los resultados del Conteo de Población y Vivienda 2010 realizado por el Instituto Nacional de Estadística y Geografía (INEGI) el municipio tiene 35,078 habitantes.

### Ubicación
Está ubicado en el Altiplano central mexicano entre las coordenadas geográficas 19° 20' latitud norte y 98° 10' longitud oeste a una altitud promedio de 2320 metros sobre el nivel del mar. El municipio está localizado en el centro del estado y colinda al norte con los municipios de Amaxac de Guerrero,  Santa Cruz Tlaxcala, y Coaxomulco, al sur con el municipio de Chiautempan, al este con San José Teacalco y al oeste con Apetatitlán de Antonio Carbajal. 

### Orografía e hidrografía
Se presentan tres formas de relieve: zonas accidentales (60%), zonas planas (30%) y zonas semiplanas (10%).
Los recursos hidrográficos son escasos, cuenta con arroyos de caudal durante la época de lluvias.

### Clima
El clima del estado es, generalmente, templado semi húmedo con lluvias en verano. La temperatura media anual es de 25.4 °C. Las variaciones de temperatura van desde los 1.1 °C de mínima, hasta los 27.6 °C de máxima.

## Demografía

### Población
Conforme al Censo de Población y Vivienda 2010 realizado por el INEGI el 12 de junio de 2010, Contla contaba con un total de 27 610 habitantes, de dicha cifra, 13 398 eran hombres y 14 212 eran mujeres.
| Gráfica de evolución demográfica de Contla entre 1900 y 2010.                                                |
| |
| Instituto Nacional de Estadística y Geografía. «Archivo histórico de localidades». Consultado el 23-11-2008. |

## Actividades productivas
Entre las actividades económicas principales del estado se encuentran:
- La agricultura: Los productos que se cosechan en el municipio en su mayoría son granos de maíz, frijol y haba verde.
- La ganadería: Se cría ganado bovino para el consumo doméstico de carne y leche, ganado porcino para el consumo de carne. Se practica avicultura y apicultura.
- La silvicultura: En el municipio se registra producción rural de actividad forestal y por la fuerte erosión de los bosques se promueven programas de reforestación.
- La industria: El sector empresarial está integrado por diferentes tipos de empresas, entre las cuales se encuentran: textiles, de productos metálicos, madereras, alimenticias, entre otras.

## Turismo y cultura

### Sitios de interés de Contla

##### La zona arqueológica de Tetepetla

Parte de una pared de Tetepetla

Es la tercera área prehispánica de importancia en la entidad, después de Cacaxtla y Xochitécatl. Tiene aproximadamente 40 hectáreas de extensión. Hay diversos basamentos prehispánicos que dieron vida, en su oportunidad, a una población.
Tetepetla se localiza al noreste del actual pueblo de San Bernardino Contla y es considerado como Contla I. Se asienta sobre un terreno “estrecho y alargado”, flanqueado en sus cuatro costados por profundas barrancas. 
El asentamiento en su conjunto tiene la existencia de amplias terrazas, montículos de diversas dimensiones, plazas hundidas y nichos en el interior y exterior de las estructuras. Lo más significativo lo constituye la presencia de tres fosos que cruzan el sitio en sentido transversal y lo dividen en cuatro secciones. 
El descubrimiento de esta zona arqueológica, se dio en la época de los años 70 aproximadamente.

##### Presidencia Municipal
Está ubicada en la plaza principal su importancia radica en los murales elaborados por el Maestro Desiderio Hernández Xochitiotzin.

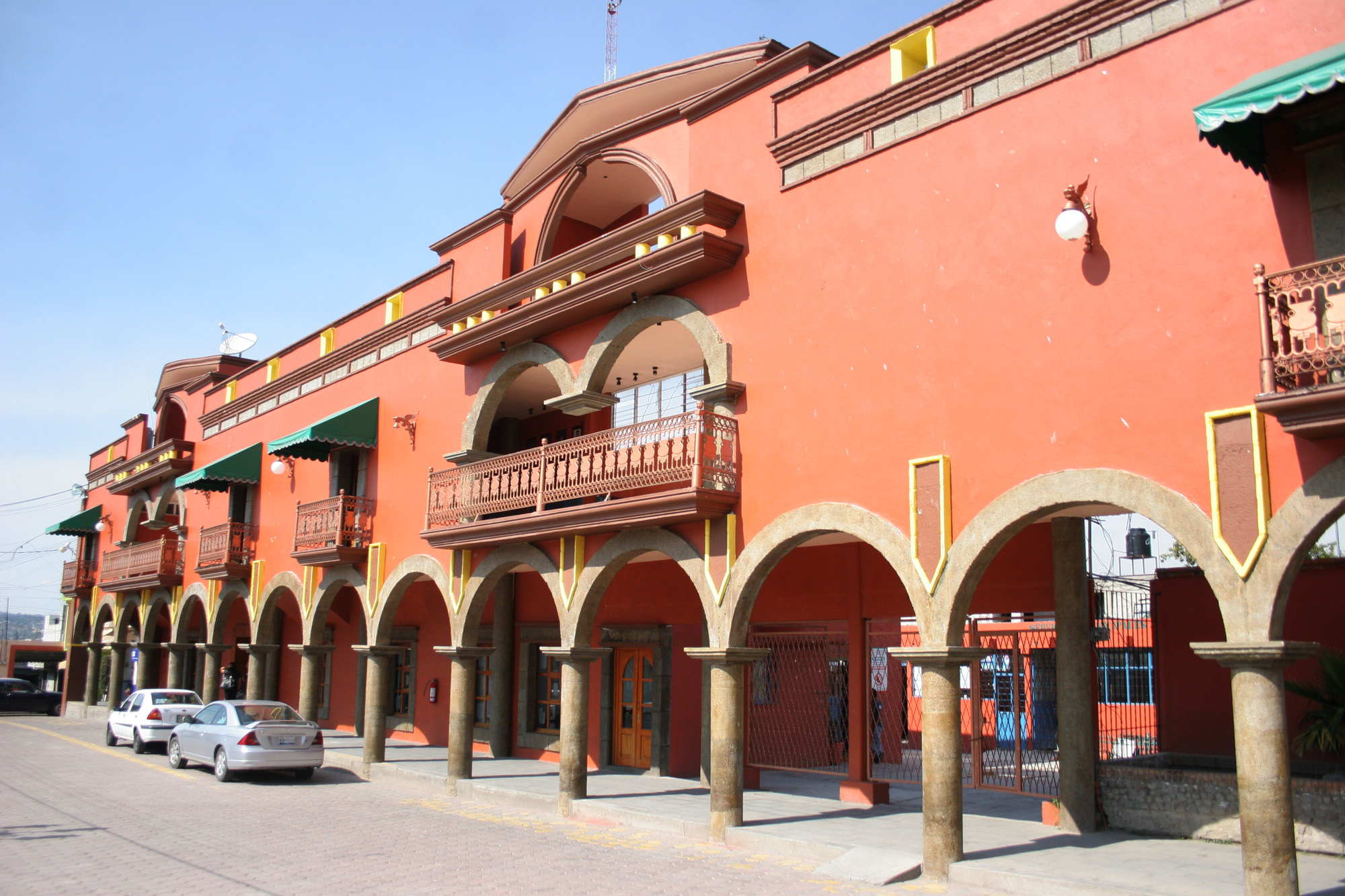
Presidencia Municipal de Contla de Juan Cuamatzi

##### Parroquia de San Bernardino de Siena
La parroquia, que tiene sus orígenes en el siglo XVI, alberga la tumba de Juan Cuamatzi, uno de los precursores de la Revolución en Tlaxcala. Se caracteriza por sus dos cúpulas y presenta una decoración de estilo barroco popular en el bautisterio. Además, en el coro de la parroquia se encuentra un órgano del siglo XIX.

En un evento significativo, Juan Cuamatzi fue asesinado por el gobierno en Panzacola, Tlaxcala, el 26 de febrero de 1911. Inicialmente, fue sepultado en Santo Toribio Xicohtzinco. En septiembre de 1919, sus restos fueron trasladados y sepultados en el atrio de la Parroquia de San Bernardino Contla, donde se le dedicó un modesto monumento rematado por un ángel llorón.

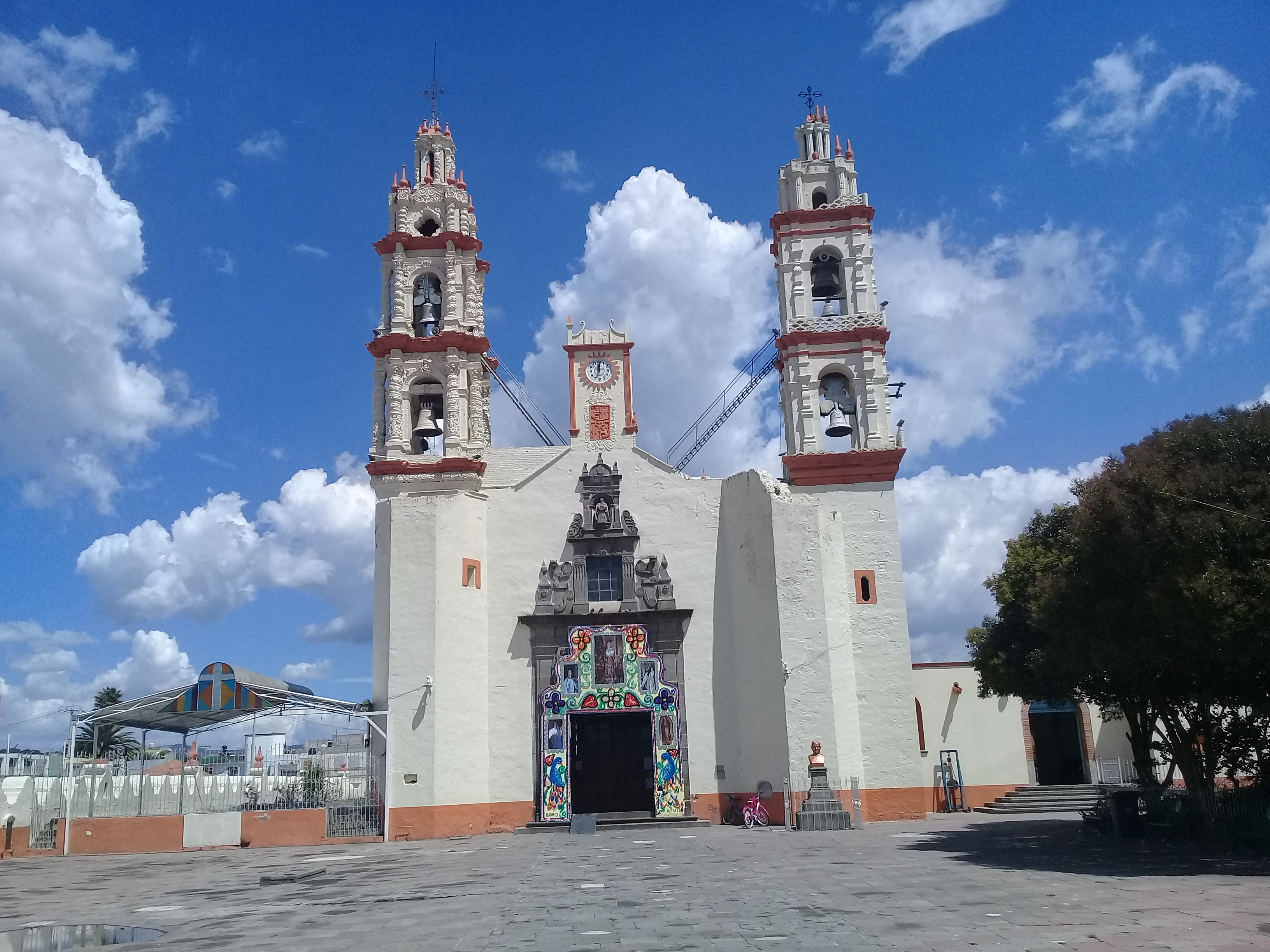
Parroquia de San Bernardino de Siena

##### Capilla de San Felipe
La construcción data del siglo XIX. La fachada principal es de color blanco, los muros son de piedra, su cubierta está hecha con vigueta y bovedilla. Esta capilla se localiza en la localidad de San Felipe Cuauhtenco. 

##### Carnaval

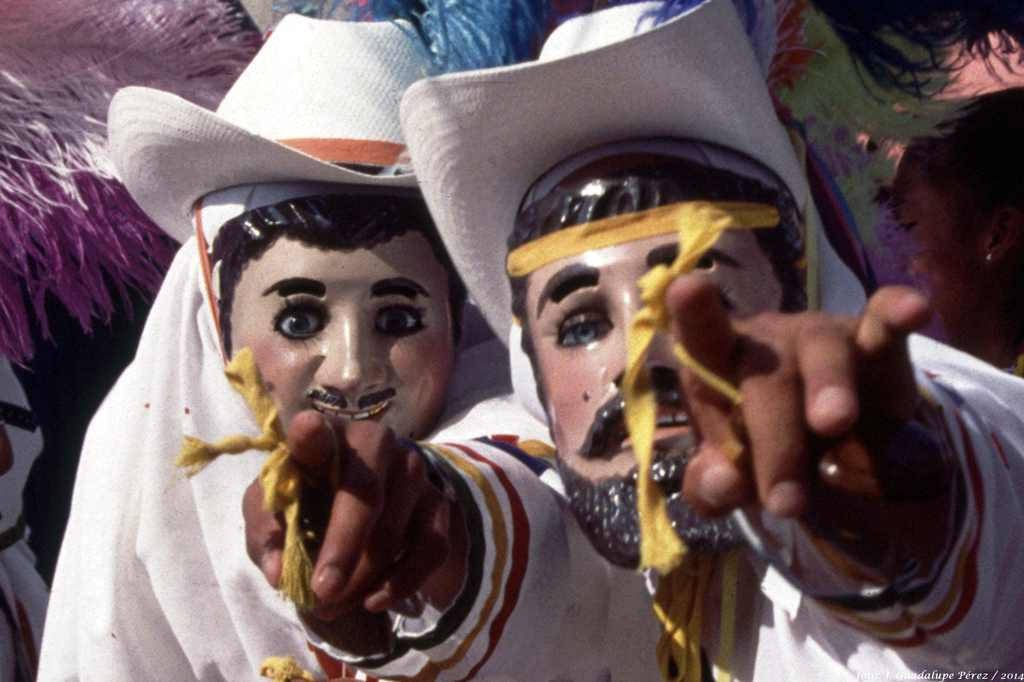
Huehues

Es una festividad anual que tiene lugar el martes antes del miércoles de ceniza. Durante este evento, grupos de "huehues", compuestos mayormente por residentes de Contla de Juan Cuamatzi, realizan danzas tradicionales en todo el municipio, ofreciendo un espectáculo folklórico.
Esta festividad se lleva a cabo a lo largo de varios días, con una duración original de tres jornadas. En la actualidad, se ha ampliado a un cuarto día de celebración, en el cual participan 28 comparsas, incluyendo 24 de catrines, dos de payasos, la tradicional con hombres vestidos de mujeres, la nueva comparsa de reyes y la exhibición de cuatro comparsas de catrines infantiles. Durante este evento, los participantes ejecutan cuatro distintas danzas: francesas, las cuatro estaciones, lanceros y taragotas. El concurso tiene lugar durante el fin de semana anterior al miércoles de ceniza, culminando con un desfile el día martes. Para cerrar el carnaval, todas las comparsas se congregan en la plaza principal, donde cientos de visitantes tienen la oportunidad de admirar sus impresionantes actuaciones.

##### Xochipitzahua

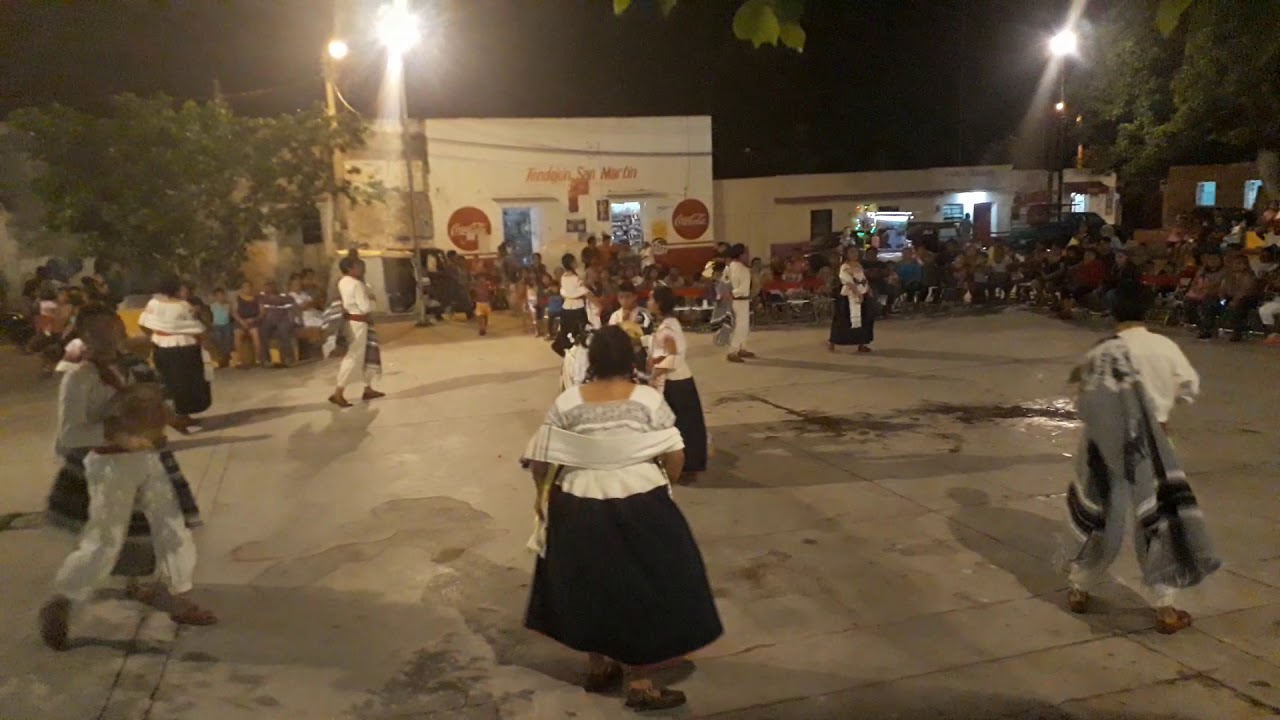
Xochipitzahuatl

El baile tradicional del matrimonio, arraigado en algunos municipios del Estado de Tlaxcala, destaca especialmente en Juan Cuamatzi. Esta festiva tradición cobra vida cuando los novios hacen su entrada triunfal en las casas de la novia y el novio. La celebración, ejecutada por los propios contrayentes, sus padres, padrinos e invitados, se caracteriza por animadas danzas que incluyen regalos, una olla de mole y uno o dos guajolotes adornados, ya sea vivos o sacrificados.
La disposición de los participantes en dos filas, una de hombres y otra de mujeres, crea una coreografía visualmente impactante mientras se entrelazan y cambian de lugar. También existe la posibilidad de formar un círculo que gira sobre sí mismo, añadiendo dinamismo a la celebración. Durante el baile, los hombres intercambian guajolotes, mientras que las mujeres realizan el intercambio con la olla del mole.
La música, dividida en tres partes: el Mahuazotl, el Xochipitzahua y el Jarabe, ofrece una variedad de sones, como El Tlaxcalteca, El Chapulín, El Durazno, El Jorobado, La Roña, Los Enanos, El Borracho y El Palomo. Al final del siglo XIX, esta encantadora tradición incluía cantos y bailes acompañados de coronas de flores y un cántaro de agua, simbolizando la abundancia deseada para los recién casados.

## Personajes destacados
- Tte. Coronel Felipe Santiago Tetlalmatzin Saldaña: Héroe de la guerra de 1847 contra los EE. UU. y valiente defensor del castillo de Chapultepec en el último combate de dicha guerra. Además, fue Comandante del Heroico Batallón de Guardacostas de San Blas.
- General Revolucionario Juan Cuamatzi: Rebelde del bando antireeleccionista partidario de los hermanos Serdán y quien se levantó en armas el 26 de mayo de 1910.

- Desiderio Hernández Xochitiotzin: Destacado pintor muralista del siglo XX, reconocido por sus obras, especialmente los murales pintados en el Palacio de Gobierno de Tlaxcala, entre otros proyectos artísticos significativos.
- Mara Escalante: Actriz de televisión, figura destacada en el ámbito artístico. Su talento y presencia en la pantalla la han convertido en una personalidad reconocida en el mundo del entretenimiento.

## Grupos indígenas y su lengua
La prevalencia de hablantes de alguna lengua indígena en Contla de Juan Cuamatzi es notoriamente alta en comparación con otros municipios. En 1980, el 32.1% de la población era hablante de lenguas indígenas, siendo la mayoría bilingüe, destacándose el náhuatl como la lengua principal, y el totonaco en menor medida. 
En 1990, el porcentaje de la población de 5 años y más que hablaba alguna lengua indígena descendió al 24.8%, con un 94.4% de ellos siendo bilingües, el 1.4% monolingüe y el 4.2% sin especificar su condición lingüística. Actualmente, hay 5,108 personas mayores de 5 años que hablan alguna lengua indígena, representando el 16% de la población total de 5 años y más en el municipio. El náhuatl es la lengua indígena más prevalente, abarcando el 99.0%, mientras que el totonaco constituye el 0.24%, según los datos del Censo de Población y Vivienda 2010 del INEGI. La población total en Contla de Juan Cuamatzi es de 35,084 habitantes.
Destaca que esta población cuenta con dos centros educativos bilingües: la Primaria Indígena "Maxixcatzin", ubicada en el barrio de la Luz, y el Preescolar Indígena "Tlahuicole", situado en la novena sección.

## Gastronomía
La gastronomía del municipio es variada, con platillos como el mole prieto hecho de masa de maíz y grasa de cerdo, servido en cajetes y acompañado de tamales de anís y tortas. El mole de guajolote, caldo de habas, amaneguas (frijol tierno), barbacoa de hoyo, quesadillas de flor de calabaza y de huitlacoche, chalupas, tlacoyos, pellizcadas, tamales de maíz y chileatole son otras opciones. En cuanto a los dulces, se encuentran pepitorias, tlaxcales, buñuelos, y calabazas con piloncillo, entre otros. 
Es relevante destacar que los mixiotes son un componente esencial en la culinaria local y suelen ser parte de celebraciones importantes como bodas y quinceañeras. Estos paquetes de carne de pollo, cerdo o res se acompañan comúnmente con arroz, frijoles, pasta, nopales, entre otros elementos, agregando un toque especial a las festividades.

## Artesanías

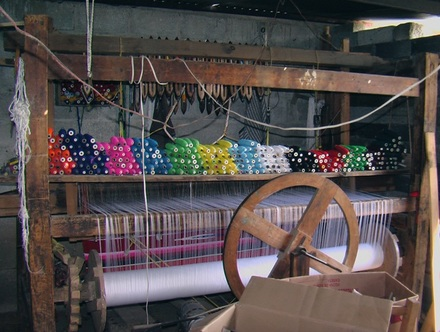
Telar artesanal del municipio Contla de Juan Cuamatzi

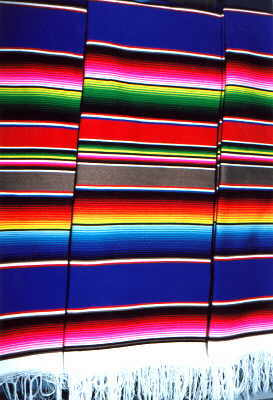
Saltillo, producto artesanal del municipio de Contla de Juan Cuamatzi

Contla destaca por su arraigada tradición textil, reflejada en talleres textiles familiares donde se producen diversos trabajos en lana, como colchas, rebozos bordados, jorongos, tapetes, peruanas, sarapes finos y ponchos. Se enfatiza la presencia de los "saltillos", originarios de la región de Chiautempan y Contla en Tlaxcala, a diferencia de la creencia popular.
Cada año, en la explanada del parque municipal, se lleva a cabo una exposición y venta de artesanías locales del 20 al 30 de mayo. Este evento no solo representa una oportunidad para impulsar la economía local, sino que también invita a visitantes nacionales y extranjeros a conocer y adquirir artesanías características de este municipio.